# Praudha Raya
Praudha Raya, noto anche come Praudha Devaraya (fl. XV secolo), fu un impopolare rajah (imperatore) dell'Impero Vijayanagara localizzato nell'India meridionale.
Salì al potere nel 1485, ma governò solo per un brevissimo periodo, prima di essere cacciato dalla capitale dal suo comandante in grado Saluva Narasimha Deva Raya nello stesso anno, ponendo fine alla dinastia Sangama.